# Глубокая (приток Томи)
Глубокая — река в России, протекает по Топкинскому району Кемеровской области.
Устье реки находится в 240 км от устья по левому берегу реки Томь, в деревне Подонино. Длина реки составляет 27 км.

## Данные водного реестра
По данным государственного водного реестра России относится к Верхнеобскому бассейновому округу, водохозяйственный участок реки — Томь от города Кемерово и до устья, речной подбассейн реки — Томь. Речной бассейн реки — (Верхняя) Обь до впадения Иртыша.